# Circuit Park Berghem
Het Circuit Park Berghem, voorheen Circuit Nieuw Zevenbergen of simpelweg Kartbaan Berghem, is een kartbaan in Berghem in de gemeente Oss. Het ligt vlak bij het wegcircuit Circuit Paalgraven. Het circuit is afhankelijk van de gebruikte lay-out tussen 375 en 1300 meter lang.
Het wordt gezien als een van de beste kartbanen van Nederland aangezien er twee van de vier nationale kart wedstrijden in Nederland worden gehouden. Naast kart wedstrijden worden er ook brommerraces gehouden. Toch weet de organisatie nog tijd te vinden om meerdere uithoudingsraces met huurkarts te organiseren over honderd ronden op een van de vele lay-outs alsmede een van vier uur. Naast de kartbaan ligt een motorcrosscircuit.